# Монти Рио (Калифорнија)
Монти Рио (енгл. Monte Rio) насељено је место без административног статуса у америчкој савезној држави Калифорнија.

## Демографија
По попису из 2010. године број становника је 1.152, што је 48 (4,3%) становника више него 2000. године.
| Група             | 2000.       | 2010.       |
| Белци             | 969 (87,8%) | 997 (86,5%) |
| Афроамериканци    | 8 (0,7%)    | 10 (0,9%)   |
| Азијати           | 8 (0,7%)    | 11 (1,0%)   |
| Хиспаноамериканци | 81 (7,3%)   | 79 (6,9%)   |
| Укупно            | 1.104       | 1.152       |